# Varès
Varès é uma comuna francesa na região administrativa da Nova Aquitânia, no departamento de Lot-et-Garonne. Estende-se por uma área de 16,79 km². Em 2010 a comuna tinha 679 habitantes (densidade: 40,4 hab./km²).